# 11774 Jerne
A 11774 Jerne (ideiglenes jelöléssel 1128 T-3) a Naprendszer kisbolygóövében található aszteroida. Cornelis Johannes van Houten,  Ingrid van Houten-Groeneveld és Tom Gehrels fedezte fel 1977. október 17-én.